# Sannantha virgata
Sannantha virgata là một loài thực vật có hoa trong Họ Đào kim nương. Loài này được (J.R.Forst. & G.Forst.) Peter G.Wilson mô tả khoa học đầu tiên năm 2007.